# Raven-Symoné

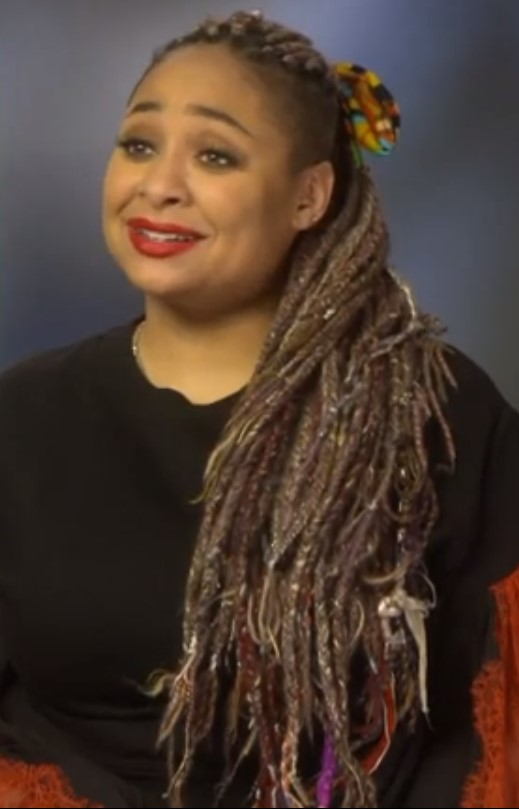
Raven-Symoné (2019)

Raven-Symoné Christina Pearman (* 10. Dezember 1985 in Atlanta, Georgia) ist eine US-amerikanische Schauspielerin und Sängerin. In der Öffentlichkeit tritt sie als Raven oder Raven-Symoné auf.

## Leben
Bekannt wurde Raven durch ihre Rolle der Olivia Kendall in der Bill Cosby Show. Später hatte sie noch Nebenrollen in Die kleinen Superstrolche und Hauptrollen in Dr. Dolittle und Dr. Dolittle 2.
Von 2002 bis 2006 war sie in ihrer eigenen Fernsehserie Raven blickt durch im Disney Channel zu sehen. 2011 spielte sie die Titelrolle Georgia in der Sitcom State of Georgia, die nach der ersten Staffel eingestellt wurde.
Nebenbei singt Raven und veröffentlichte mehrere Alben. 2013 outete sie sich im Zusammenhang mit der Legalisierung der gleichgeschlechtlichen Ehe in Teilen der USA als pansexuell.
2020 heiratete sie ihre Partnerin Maranda Pearman-Maday.

## Diskografie

### Studioalben
| Jahr | Titel           | Höchstplatzierung, Gesamtwochen, AuszeichnungChartplatzierungen (Jahr, Titel, Platzierungen, Wochen, Auszeichnungen, Anmerkungen) | Höchstplatzierung, Gesamtwochen, AuszeichnungChartplatzierungen (Jahr, Titel, Platzierungen, Wochen, Auszeichnungen, Anmerkungen) | Höchstplatzierung, Gesamtwochen, AuszeichnungChartplatzierungen (Jahr, Titel, Platzierungen, Wochen, Auszeichnungen, Anmerkungen) | Höchstplatzierung, Gesamtwochen, AuszeichnungChartplatzierungen (Jahr, Titel, Platzierungen, Wochen, Auszeichnungen, Anmerkungen) | Höchstplatzierung, Gesamtwochen, AuszeichnungChartplatzierungen (Jahr, Titel, Platzierungen, Wochen, Auszeichnungen, Anmerkungen) | Anmerkungen                              |
| Jahr | Titel           | DE | AT | CH | UK | US | Anmerkungen                              |
| ---- | --------------- | --- | --- | --- | --- | --- | ---------------------------------------- |
| 2004 | This Is My Time | — | — | — | — | US51 (13 Wo.)US | Erstveröffentlichung: 21. September 2004 |
| 2008 | Raven-Symoné    | — | — | — | — | US159 (1 Wo.)US | Erstveröffentlichung: 29. April 2008     |

### Soundtracks
| Jahr | Titel                | Höchstplatzierung, Gesamtwochen, AuszeichnungChartplatzierungen (Jahr, Titel, Platzierungen, Wochen, Auszeichnungen, Anmerkungen) | Höchstplatzierung, Gesamtwochen, AuszeichnungChartplatzierungen (Jahr, Titel, Platzierungen, Wochen, Auszeichnungen, Anmerkungen) | Höchstplatzierung, Gesamtwochen, AuszeichnungChartplatzierungen (Jahr, Titel, Platzierungen, Wochen, Auszeichnungen, Anmerkungen) | Höchstplatzierung, Gesamtwochen, AuszeichnungChartplatzierungen (Jahr, Titel, Platzierungen, Wochen, Auszeichnungen, Anmerkungen) | Höchstplatzierung, Gesamtwochen, AuszeichnungChartplatzierungen (Jahr, Titel, Platzierungen, Wochen, Auszeichnungen, Anmerkungen) | Anmerkungen                                                 |
| Jahr | Titel                | DE | AT | CH | UK | US | Anmerkungen                                                 |
| ---- | -------------------- | --- | --- | --- | --- | --- | ----------------------------------------------------------- |
| 2003 | The Cheetah Girls    | — | — | — | — | US33 (63 Wo.)US | Erstveröffentlichung: 12. August 2003 mit The Cheetah Girls |
| 2004 | That’s So Raven      | — | — | — | — | US44 (23 Wo.)US | Erstveröffentlichung: 18. Mai 2004                          |
| 2006 | That’s So Raven Too! | — | — | — | — | US44 (23 Wo.)US | Erstveröffentlichung: 7. März 2006                          |
| 2006 | The Cheetah Girls 2  | — | — | — | UK59 (4 Wo.)UK | US5 (32 Wo.)US | Erstveröffentlichung: 15. August 2006 mit The Cheetah Girls |

Weitere Veröffentlichungen
- 1993: Here’s to New Dreams
- 1999: Undeniable
- 2006: From Then Until

### EPs
- 2004: Advance
- 2008: Secrets
- 2009: Thick Girls, Big Girls

### Singles
| Jahr | Titel Album                                               | Höchstplatzierung, Gesamtwochen, AuszeichnungChartplatzierungen (Jahr, Titel, Album, Platzierungen, Wochen, Auszeichnungen, Anmerkungen) | Höchstplatzierung, Gesamtwochen, AuszeichnungChartplatzierungen (Jahr, Titel, Album, Platzierungen, Wochen, Auszeichnungen, Anmerkungen) | Höchstplatzierung, Gesamtwochen, AuszeichnungChartplatzierungen (Jahr, Titel, Album, Platzierungen, Wochen, Auszeichnungen, Anmerkungen) | Höchstplatzierung, Gesamtwochen, AuszeichnungChartplatzierungen (Jahr, Titel, Album, Platzierungen, Wochen, Auszeichnungen, Anmerkungen) | Höchstplatzierung, Gesamtwochen, AuszeichnungChartplatzierungen (Jahr, Titel, Album, Platzierungen, Wochen, Auszeichnungen, Anmerkungen) | Anmerkungen                                                |
| Jahr | Titel Album                                               | DE | AT | CH | UK | US | Anmerkungen                                                |
| ---- | --------------------------------------------------------- | --- | --- | --- | --- | --- | ---------------------------------------------------------- |
| 1993 | That’s What Little Girls Are Made Of Here’s to New Dreams | — | — | — | — | US68 (8 Wo.)US | Erstveröffentlichung: 15. April 1993 feat. Missy Elliott   |
| 2006 | The Party’s Just Begun The Cheetah Girls 2                | — | — | — | UK53 (2 Wo.)UK | US85 (2 Wo.)US | Erstveröffentlichung: 11. Juli 2006 mit The Cheetah Girls  |
| 2006 | Strut The Cheetah Girls 2                                 | — | — | — | — | US53 (2 Wo.)US | Erstveröffentlichung: 8. August 2006 mit The Cheetah Girls |

| Weitere Veröffentlichungen - 1995: I Can Get Away with Anything - 1995: What’s Wrong with This Picture - 2004: True to Your Heart - 2004: This Is My Time - 2004: Your Crowning Glory - 2004: My Christmas Dream - 2004: True to Your Heart - 2005: Under the Sea - 2005: Life Is Beautiful - 2006: Gravity - 2006: Keep Your Eye On the Ball - 2006: Superstition - 2007: This Christmas - 2007: The Christmas Song - 2016: Cruise Control - 2016: Sarafina | Weitere Singles - 1993: Raven Is the Flavor - 1999: With a Child’s Heart - 2003: Cinderella (mit The Cheetah Girls) - 2003: Girl Power (mit The Cheetah Girls) - 2003: Cheetah Sisters (mit The Cheetah Girls) - 2004: Grazing in the Grass - 2004: Backflip - 2005: Bump - 2006: Some Call It Magic - 2006: Little By Little - 2006: Step Up (mit The Cheetah Girls) - 2006: Amigas Cheetahs (mit The Cheetah Girls) - 2008: Double Dutch Bus - 2009: Anti-Love Song |

## Filmografie (Auswahl)

### Filme
- 1990: The Muppets at Walt Disney World
- 1993: Blindness (Blindsided)
- 1994: Die kleinen Superstrolche (The Little Rascals)
- 1998: Dr. Dolittle
- 1999: Zenon, die kleine Heldin des 21sten Jahrhunderts (Zenon: Girl of the 21st Century)
- 2001: Dr. Dolittle 2
- 2003: Cheetah Girls – Wir werden Popstars! (The Cheetah Girls)
- 2004: Plötzlich Prinzessin 2 (The Princess Diaries 2: Royal Engagement)
- 2004: Zenon III: Das Rennen zum Mond (Zenon: Z3)
- 2004: Fat Albert
- 2006: Cheetah Girls – Auf nach Spanien! (The Cheetah Girls 2)
- 2008: College Road Trip
- 2010: Die Rache der Brautjungfern (Revenge of the Bridesmaids)

### Serien
- 1989–1992: Die Bill Cosby Show (The Cosby Show)
- 1990: ABC TGIF
- 1992: Der Prinz von Bel-Air (Gastauftritt)
- 1993–1997: Echt super, Mr. Cooper (Hangin’ with Mr. Cooper)
- 2001: What’s Up, Dad? (My Wife and Kids, Gastauftritt in Folge 12 & 13)
- 2002–2006: Raven blickt durch (That’s So Raven)
- 2002–2007: Kim Possible
- 2006: Hotel Zack & Cody (The Suite Life of Zack and Cody)
- 2007: Einfach Cory (Cory in the House)
- 2010: Sonny Munroe (Gastauftritt)
- 2011: State of Georgia
- 2013: See Dad Run (Gastauftritt in Folge 2x07)
- 2015–2020: Black-ish
- 2015: Empire (2 Folgen)
- 2015: K.C. Undercover (2 Folgen)
- 2017–2023: Zuhause bei Raven
- 2019, 2024: The Masked Singer (Teilnehmerin Staffel 2, 10. Platz; Gastauftritt Folge 11x8)
- 2019: Eine unberechenbare Familie
- 2020: The Bold Type – Der Weg nach oben (The Bold Type, 2 Folgen)

### Synchronsprecherin
- 2008: Tinkerbell
- 2009: Tinkerbell – Die Suche nach dem verlorenen Schatz
- 2010: Tinkerbell – Ein Sommer voller Abenteuer
- 2011: Die großen Feenspiele
- 2012: Das Geheimnis der Feenflügel
- 2014: TinkerBell und die Piratenfee
- 2015: Tinkerbell und die Legende vom Nimmerbiest